# Davie Cooper
David Cooper – detto Davie – (Hamilton, 25 febbraio 1956 – Cumbernauld, 23 marzo 1995) è stato un calciatore britannico, di ruolo attaccante.
Morì a causa di un'emorragia subaracnoidea.

## Carriera
Con la Nazionale scozzese ha partecipato ai Mondiali di calcio 1986.

## Palmarès

### Club

#### Competizioni nazionali
- Campionato scozzese: 3

Rangers: 1977-1978, 1986-1987, 1988-1989
- Coppa di Scozia: 4

Rangers: 1977-1978, 1978-1979, 1980-1981
Motherwell: 1990-1991
- Coppa di Lega scozzese: 8

Rangers:  1977-1978, 1978-1979, 1981-1982, 1983-1984, 1984-1985, 1986-1987, 1987-1988, 1988-1989